# Václav Průša
Václav Průša (12. září 1912 – 8. ledna 1981) byl český fotbalista, útočník, reprezentant Československa.

## Fotbalová kariéra
Hrál za Viktorii Žižkov, SK Židenice, Viktorii Plzeň a SK Slezská Ostrava. V lize nastoupil ve 160 utkáních a dal 63 gólů.
Za československou reprezentaci odehrál v letech 1932 a 1933 dvě utkání.

## Ligová bilance
| Ročník                    | Zápasy | Góly | Klub               |
| ------------------------- | ------ | ---- | ------------------ |
| 1. asociační liga 1931/32 | -      | 6    | Viktoria Žižkov    |
| 1. asociační liga 1932/33 | -      | 6    | Viktoria Žižkov    |
| 1. asociační liga 1933/34 | -      | 3    | Viktoria Žižkov    |
| Státní liga 1934/35       | 16     | 6    | SK Židenice        |
| Státní liga 1935/36       | 23     | 18   | SK Židenice        |
| Státní liga 1936/37       | 10     | 5    | SK Židenice        |
| Státní liga 1936/37       | -      | 2    | Viktoria Plzeň     |
| Státní liga 1937/38       | 6      | 1    | Viktoria Plzeň     |
| Státní liga 1937/38       | 12     | 3    | SK Slezská Ostrava |
| Státní liga 1938/39       | 10     | 5    | SK Slezská Ostrava |
| Státní liga 1938/39       | 7      | 1    | Viktoria Žižkov    |
| Národní liga 1939/40      | -      | 5    | Viktoria Žižkov    |
| Národní liga 1940/41      | -      | 2    | Viktoria Žižkov    |
| CELKEM                    | 160    | 63   |                    |